# Lokhvytsia
Lokhvytsia (em ucraniano:  Ло́хвиця, Lokhvytsya; em russo:  Ло́хвица, Lokhvitsa) é uma cidade da Ucrânia, situada no Oblast de Poltava. Tem 14,92 km² de área e sua população em 2020 foi estimada em 11 271 habitantes.